# 1400
Il 1400 (MCD in numeri romani) è un anno bisestile del XIV secolo.

## Nati
- 13 gennaio - Giovanni d'Aviz, nobile († 1442)
- 29 marzo - Bernardo d'Armagnac, conte di Pardiac, nobile francese († 1462)
- 31 maggio - Domenico Capranica, cardinale, vescovo cattolico e umanista italiano († 1458)
- Aronne Abulrabi, rabbino e astrologo italiano († 1450)
- Giorgio Amiroutzes, letterato bizantino († 1470)
- Andronico V Paleologo, imperatore bizantino († 1407)
- Johannes Brassart, compositore fiammingo († 1455)
- Miozia Caetani, nobildonna italiana († 1468)
- Antonio Caldora, nobile e condottiero italiano († 1477)
- Irene Cantacuzena, principessa bizantina († 1457)
- Giovanni Raimondo Folch II de Cardona, nobile († 1471)
- Caterina di Sassonia-Lauenburg, principessa tedesca († 1450)
- Pietru Caxaro, poeta, scrittore e giudice maltese († 1485)
- Giovanni Cossa, nobile italiano († 1476)
- Bellino Crotti, religioso italiano († 1458)
- Lluís Dalmau, pittore spagnolo († 1460)
- Antonio degli Agli, vescovo cattolico, scrittore e teologo italiano († 1477)
- Diego d'Alcalá, religioso spagnolo († 1463)
- Enrico di Trastámara, principe spagnolo († 1445)
- Spinetta Fregoso, doge († 1467)
- Giovanni da Norcia, francescano italiano († 1459)
- Andrea Grego da Peschiera, religioso italiano († 1485)
- Hans Hirtz, pittore tedesco († 1463)
- Giorgio Lodron, condottiero italiano († 1461)
- Ausiàs March, poeta e cavaliere medievale spagnolo († 1459)
- Alessandro di Masovia, patriarca cattolico polacco († 1444)
- Mihály Szilágyi, generale ungherese († 1460)
- Richard Neville, V conte di Salisbury, nobile inglese († 1460)
- Sant'Orante, monaco cristiano italiano († 1431)
- Andronico Paleologo, bizantino († 1429)
- Antonio Petrucci, politico e letterato italiano († 1471)
- Peter von Pusica, architetto austriaco († 1475)
- Cosma Raimondi, umanista italiano († 1435)
- Luca della Robbia, scultore, ceramista e orafo italiano († 1482)
- Polissena Ruffo, nobile italiana († 1420)
- Rāmānanda, filosofo indiano († 1476)
- Silvestro Siropulo, diplomatico, funzionario e scrittore bizantino († 1464)
- Giovanni Solari, architetto e ingegnere italiano († 1482)
- Dénes Szécsi, cardinale e arcivescovo cattolico ungherese († 1465)
- Philippe de Ternant, nobile francese († 1456)
- Giovanni Tortelli, umanista italiano († 1466)
- Piergentile da Varano, politico italiano († 1433)
- Andrea Vendramin, politico italiano († 1478)
- Louis d'Estouteville, militare e nobile francese († 1464)
- Thomas de Courcelles, cardinale e teologo francese († 1469)
- Bernardo Giovanni Cabrera, nobile, politico e militare spagnolo († 1466)
- Johann von Mengede († 1469)

## Morti
- 5 gennaio - John Montacute, III conte di Salisbury, militare britannico (n. 1350)
- 7 gennaio - Thomas Holland, I duca di Surrey, nobile inglese (n. 1374)
- 16 gennaio - John Holland, I duca di Exeter, conte britannico (n. 1352)
- 17 gennaio - Beraldo II delfino d'Alvernia, nobile francese
- 14 febbraio - Riccardo II d'Inghilterra, re (n. 1367)
- 24 marzo - Fiorenzo Radewijn, mistico olandese (n. 1350)
- 20 aprile - Onorato I Caetani, nobile e politico italiano
- 28 aprile - Baldo degli Ubaldi, giurista italiano (n. 1327)
- 6 maggio - Luigi d'Étampes, conte francese (n. 1336)
- 25 giugno - Giovanni Gabrielli, arcivescovo cattolico italiano
- 25 giugno - Pierre Perrat, architetto francese (n. 1340)
- 15 luglio - Ceccolo Broglia, nobile e condottiero italiano (n. 1352)
- 15 agosto - Galeotto Belfiore Malatesta, condottiero italiano (n. 1377)
- 20 agosto - Verde d'Este, nobile italiana (n. 1354)
- 25 ottobre - Geoffrey Chaucer, scrittore e poeta inglese (n. 1343)
- 7 novembre - Jofré de Boïl, cardinale spagnolo
- 8 novembre - Pietro di Sicilia, principe (n. 1398)
- 23 novembre - Antonio Venier, doge
- André Beauneveu, pittore, scultore e miniatore francese (n. 1335)
- Hennequin de Bruges, pittore e miniatore fiammingo (n. 1340)
- Federico I di Brunswick-Wolfenbüttel, nobile tedesco
- Azzo I da Correggio, politico e condottiero italiano
- Archibald Douglas, III conte di Douglas, nobile scozzese
- Giovanni, vescovo cattolico italiano
- Gülçiçek Hatun, ottomana (n. 1335)
- Lucia da Caltagirone, religiosa italiana
- Leale Malatesta, vescovo cattolico italiano
- Alice Perrers, britannica
- Franco Sacchetti, letterato italiano (n. 1332)
- Umberto VIII di Thoire-Villars, nobile
- Yahuar Huacac, sovrano inca (n. 1380)
- Henri Yevele, architetto inglese (n. 1320)
- André de Neufchâteau, filosofo e francescano francese

## Calendario
| Calendario 1400 | Calendario 1400 | Calendario 1400 | Calendario 1400 | Calendario 1400 | Calendario 1400 | Calendario 1400 | Calendario 1400 | Calendario 1400 | Calendario 1400 | Calendario 1400 | Calendario 1400 | Calendario 1400 | Calendario 1400 | Calendario 1400 | Calendario 1400 | Calendario 1400 | Calendario 1400 | Calendario 1400 | Calendario 1400 | Calendario 1400 | Calendario 1400 | Calendario 1400 | Calendario 1400 | Calendario 1400 | Calendario 1400 | Calendario 1400 | Calendario 1400 | Calendario 1400 | Calendario 1400 | Calendario 1400 | Calendario 1400 | Calendario 1400 |
| --------------- | --------------- | --------------- | --------------- | --------------- | --------------- | --------------- | --------------- | --------------- | --------------- | --------------- | --------------- | --------------- | --------------- | --------------- | --------------- | --------------- | --------------- | --------------- | --------------- | --------------- | --------------- | --------------- | --------------- | --------------- | --------------- | --------------- | --------------- | --------------- | --------------- | --------------- | --------------- | --------------- |
|                 | 1               | 2               | 3               | 4               | 5               | 6               | 7               | 8               | 9               | 10              | 11              | 12              | 13              | 14              | 15              | 16              | 17              | 18              | 19              | 20              | 21              | 22              | 23              | 24              | 25              | 26              | 27              | 28              | 29              | 30              | 31              |                 |
| Gennaio         | Gi              | Ve              | Sa              | Do              | Lu              | Ma              | Me              | Gi              | Ve              | Sa              | Do              | Lu              | Ma              | Me              | Gi              | Ve              | Sa              | Do              | Lu              | Ma              | Me              | Gi              | Ve              | Sa              | Do              | Lu              | Ma              | Me              | Gi              | Ve              | Sa              |                 |
| Febbraio        | Do              | Lu              | Ma              | Me              | Gi              | Ve              | Sa              | Do              | Lu              | Ma              | Me              | Gi              | Ve              | Sa              | Do              | Lu              | Ma              | Me              | Gi              | Ve              | Sa              | Do              | Lu              | Ma              | Me              | Gi              | Ve              | Sa              | Do              |                 |                 |                 |
| Marzo           | Lu              | Ma              | Me              | Gi              | Ve              | Sa              | Do              | Lu              | Ma              | Me              | Gi              | Ve              | Sa              | Do              | Lu              | Ma              | Me              | Gi              | Ve              | Sa              | Do              | Lu              | Ma              | Me              | Gi              | Ve              | Sa              | Do              | Lu              | Ma              | Me              |                 |
| Aprile          | Gi              | Ve              | Sa              | Do              | Lu              | Ma              | Me              | Gi              | Ve              | Sa              | Do              | Lu              | Ma              | Me              | Gi              | Ve              | Sa              | Do              | Lu              | Ma              | Me              | Gi              | Ve              | Sa              | Do              | Lu              | Ma              | Me              | Gi              | Ve              |                 |                 |
| Maggio          | Sa              | Do              | Lu              | Ma              | Me              | Gi              | Ve              | Sa              | Do              | Lu              | Ma              | Me              | Gi              | Ve              | Sa              | Do              | Lu              | Ma              | Me              | Gi              | Ve              | Sa              | Do              | Lu              | Ma              | Me              | Gi              | Ve              | Sa              | Do              | Lu              |                 |
| Giugno          | Ma              | Me              | Gi              | Ve              | Sa              | Do              | Lu              | Ma              | Me              | Gi              | Ve              | Sa              | Do              | Lu              | Ma              | Me              | Gi              | Ve              | Sa              | Do              | Lu              | Ma              | Me              | Gi              | Ve              | Sa              | Do              | Lu              | Ma              | Me              |                 |                 |
| Luglio          | Gi              | Ve              | Sa              | Do              | Lu              | Ma              | Me              | Gi              | Ve              | Sa              | Do              | Lu              | Ma              | Me              | Gi              | Ve              | Sa              | Do              | Lu              | Ma              | Me              | Gi              | Ve              | Sa              | Do              | Lu              | Ma              | Me              | Gi              | Ve              | Sa              |                 |
| Agosto          | Do              | Lu              | Ma              | Me              | Gi              | Ve              | Sa              | Do              | Lu              | Ma              | Me              | Gi              | Ve              | Sa              | Do              | Lu              | Ma              | Me              | Gi              | Ve              | Sa              | Do              | Lu              | Ma              | Me              | Gi              | Ve              | Sa              | Do              | Lu              | Ma              |                 |
| Settembre       | Me              | Gi              | Ve              | Sa              | Do              | Lu              | Ma              | Me              | Gi              | Ve              | Sa              | Do              | Lu              | Ma              | Me              | Gi              | Ve              | Sa              | Do              | Lu              | Ma              | Me              | Gi              | Ve              | Sa              | Do              | Lu              | Ma              | Me              | Gi              |                 |                 |
| Ottobre         | Ve              | Sa              | Do              | Lu              | Ma              | Me              | Gi              | Ve              | Sa              | Do              | Lu              | Ma              | Me              | Gi              | Ve              | Sa              | Do              | Lu              | Ma              | Me              | Gi              | Ve              | Sa              | Do              | Lu              | Ma              | Me              | Gi              | Ve              | Sa              | Do              |                 |
| Novembre        | Lu              | Ma              | Me              | Gi              | Ve              | Sa              | Do              | Lu              | Ma              | Me              | Gi              | Ve              | Sa              | Do              | Lu              | Ma              | Me              | Gi              | Ve              | Sa              | Do              | Lu              | Ma              | Me              | Gi              | Ve              | Sa              | Do              | Lu              | Ma              |                 |                 |
| Dicembre        | Me              | Gi              | Ve              | Sa              | Do              | Lu              | Ma              | Me              | Gi              | Ve              | Sa              | Do              | Lu              | Ma              | Me              | Gi              | Ve              | Sa              | Do              | Lu              | Ma              | Me              | Gi              | Ve              | Sa              | Do              | Lu              | Ma              | Me              | Gi              | Ve              |                 |